# Stazione di Rush e Lusk
La stazione di Rush e Lusk è una stazione ferroviaria che fornisce servizio a Rush e Lusk, contea di Dublino, Irlanda. Fu aperta il 25 maggio 1844. Attualmente l'unica linea che vi passa è il Northern Commuter della Dublin Suburban Rail, e dal 2015 vi transiteranno anche i treni della Dublin Area Rapid Transit, Linea2. Si trova a 2 miglia dal centro di Rush e a un miglio da quello di Lusk.
La stazione fu uno dei luoghi delle riprese del film Michael Collins.

## Servizi
- Servizi igienici
- Capolinea autolinee
- Biglietteria a sportello
- Biglietteria self-service
- Distribuzione automatica cibi e bevande